# Sukasari (Cikijing)
Sukasari is een bestuurslaag in het regentschap Majalengka van de provincie West-Java, Indonesië. Sukasari telt 4756 inwoners (volkstelling 2010).